# Vágria

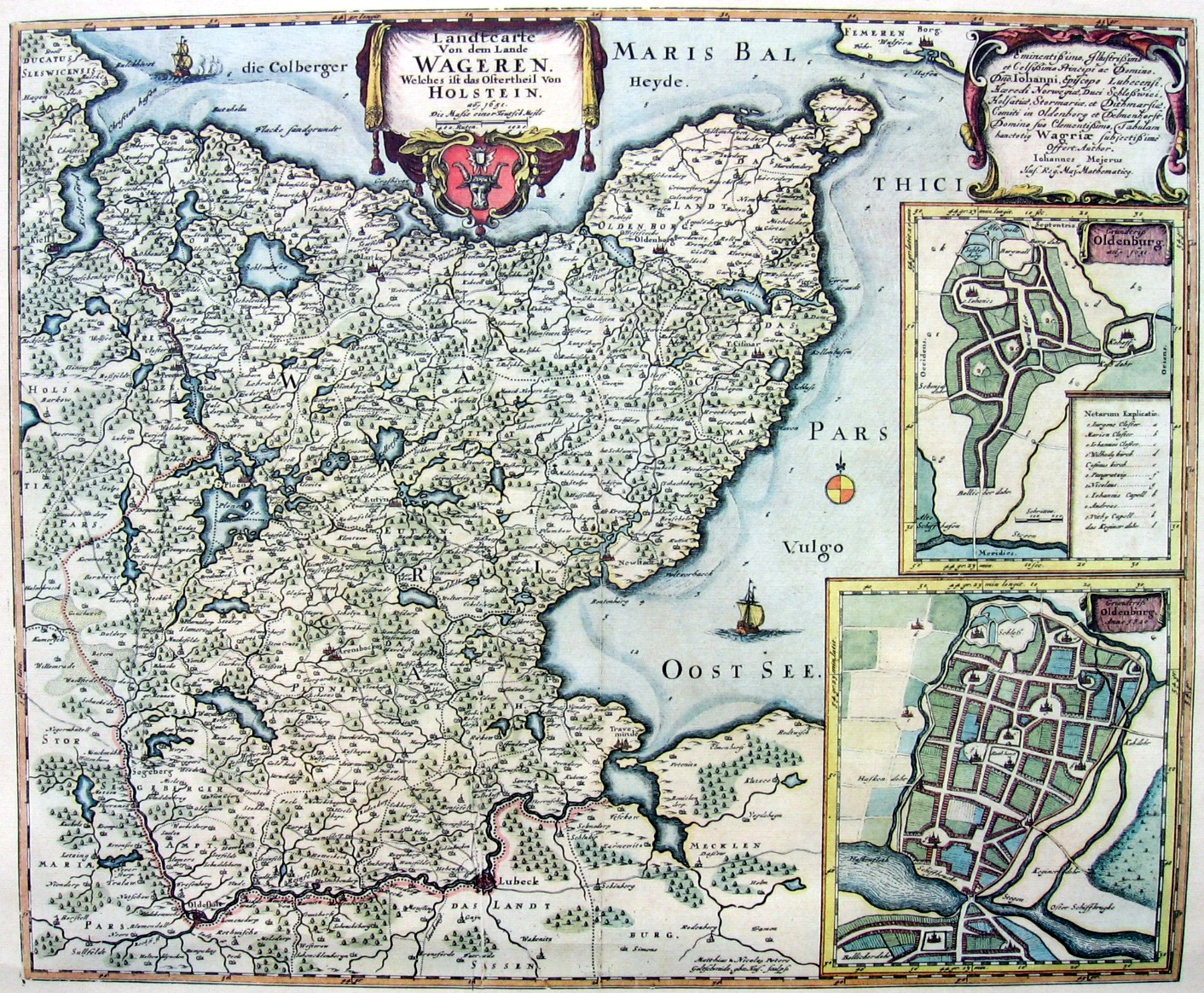
Mapa histórico (ca. 1682-88)

Vágria (em latim: Vagria ou Wagria; em alemão: Wagrien, Waierland ou Wagerland) é a região no nordeste de Holsácia, no estado alemão de Eslésvico-Holsácia, correspondente aproximadamente aos distritos de Plön e Ostholstein.

## Geografia
Na Idade Média e como ilustrado em mapas antigos, Vágria era limitado a norte e leste pelo mar Báltico entre o fiorde de Kiel e a baía de Lübeck, e no interior pelos rios Schwentine e Trave. Hoje, a região refere-se geralmente à península de Oldenburg (Oldenburgische Halbinsel) no distrito de Ostholstein.